# Jágónak
Jágónak is een plaats (község) en gemeente in het Hongaarse comitaat Tolna. Jágónak telt 301 inwoners (2001).